# 容桂街道
容桂街道（曾称容桂镇、容桂区）是中国广东省佛山市顺德区辖下的一个街道办事处，由原“容奇镇”和“桂洲镇”于2000年合并而成，是顺德区的工业重地，与大良、伦教组成顺德中心城区。
容桂位于顺德区的东南部，面积80.17平方公里，下辖23个居委会和3个村委会，总人口约46万人，户籍人口约20万人。容桂由一个大岛（除中山市黄圃镇大岑村）、马岗村、大汕岛、顺风岛组成。其北面是大良街道，西北面是勒流街道，西面是杏坛镇，南面是中山市东凤镇、南头镇、黄圃镇，东面是广州市南沙区大岗镇。
容桂经济发达，以家電、电子、医药、化工和机械模具作为支柱产业，并多以民营企业出现，其工业企业数目约占全区四分之一。由于容桂的规模以上工业产值超过一千亿元，故有“千亿大镇”的称谓。另外容桂也有“文化之乡”的美誉。

## 历史
容奇在古代本为西江支流边的一个小渔村，以境内“容山”（现乌石岗）、“奇山”（现大沙浮岗）两个小山岗而得名。而桂洲则相传始建于宋代中期，是由桂宁、扶宁、翠竹、狮山四座小山岗逐渐冲积扩大而成的，其得名相传于扶宁岗上的三棵桂花树，枝叶茂盛，开花时节清香四溢，而且桂洲境内遍布水网，“洲”成了本地区的地理特点，因此，人们就把此地称为“桂花洲”，后来简称为“桂洲”。此外，桂洲还有与此相关的诸多别称，如“桂渚”、“桂溪”、“花洲”、“花溪”。明清时期属「桂洲堡」及「容奇堡」马冈村地，而小黄圃、高黎、东升三村属香山县（现中山市）。

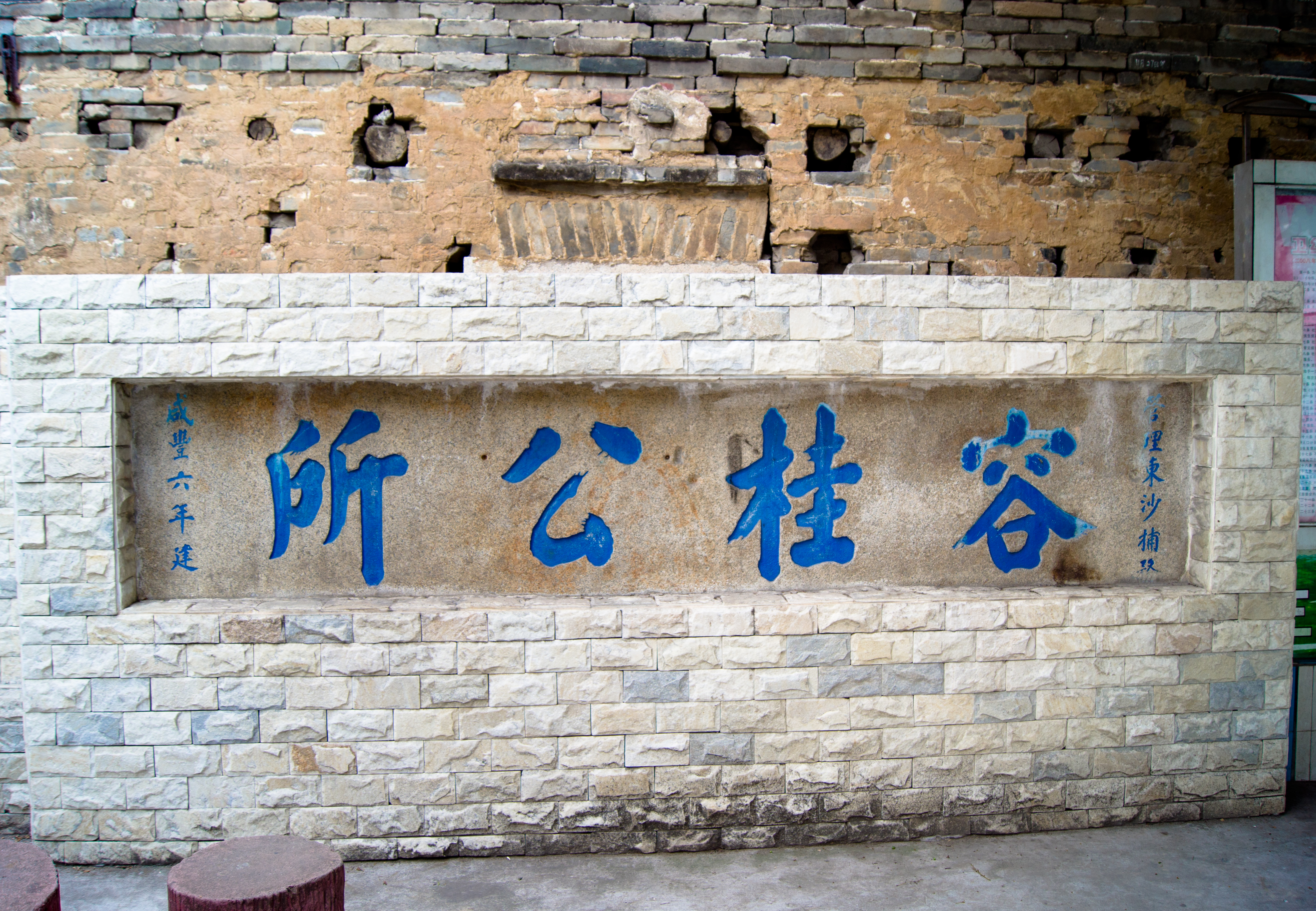
位于容桂直街的“容桂公所”石匾，建于咸丰六年（1856年）。

明景泰三年（1452年）顺德建县后，当时的容奇堡和桂洲堡属于顺德县东涌都，分别管辖4图2村、5图3村。清代光绪十年（1884年），中法战争爆发，两广形势紧张，朝廷下令各县复办团防，于是顺德县设置了十团。光绪三十四年（1908年）十团改为十区，其中容奇与桂洲被编为第十区，管辖4村。
抗日战争期间，容奇和桂洲曾遭受日军的入侵。1938年3月30日，日军飞机轰炸沙头乡及容奇圩，毁屋数十间，死伤十余人。1939年3月27日，日军进攻容奇和桂洲，顺德游击队反击，但最后容桂失守，日军沿途杀人放火。9月下旬，顺德游击队反攻容奇、桂洲和大良，日伪军溃逃。
直到1946年，顺德县实行“撤乡并区”，把容奇等三个乡并为容奇镇，而容奇镇、桂洲里村等3乡仍属第十区管辖。1949年10月30日，中国人民解放军容良（容奇、大良）地区军事管制委员会成立，翌年3月20日，委员会被撤销，成立顺德县人民政府。1950年，容桂镇从第十区分出；1956年4月，第十区改称为桂洲镇，再到后来1958年2月改名为桂洲乡；1958年10月容桂镇和桂洲乡合并成立容桂人民公社，但是到1959年6月又被撤销，分为容奇人民公社和桂洲人民公社。1961年5月，容奇和桂洲分别恢复为容奇镇和桂洲镇。但到了1963年1月，桂洲镇恢复为桂洲人民公社，直至1983年11月再次恢复为桂洲镇。
| 年份     | 1950年 | 1953年 | 1954年 | 1956年 | 1964年 | 1972年 | 1986年 | 1987年 |
| -------- | ------ | ------ | ------ | ------ | ------ | ------ | ------ | ------ |
| 总人口数 | 10,348 | 17,026 | 17,142 | 20,012 | 21,225 | 27,641 | 51,256 | 51,718 |

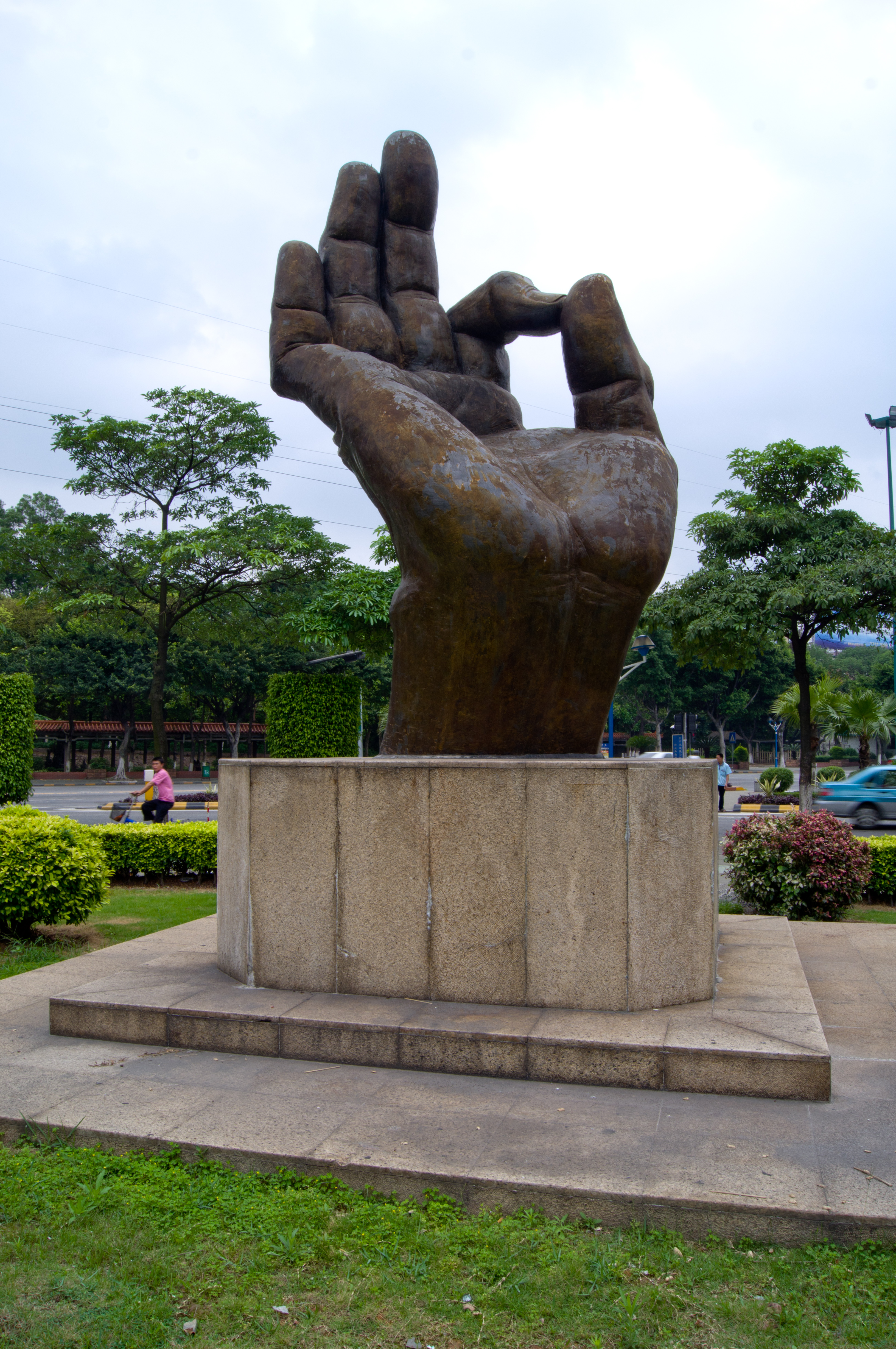
为纪念容桂合并一周年而设置的容桂“OK”铜质雕塑，也是容桂的镇徽。雕塑和底座合高6米。

1992年3月26日，顺德撤县设县级市，从而结束顺德540年县级行政区划的历史。容桂曾经历多次名字的转变。2000年2月29日，容奇、桂洲两个街道办事处正式合并成为容桂镇。2002年2月5日，容桂镇和伦教镇正式撤镇建区，分别改名为容桂区和伦教区，加上大良区，三区总人口超过50万人，组成了顺德市中心。但到了同年12月8日，顺德市被撤消，并入佛山市后成为顺德区，容桂区又恢复为容桂镇。2003年1月8日，容桂街道办事处正式成立。
容桂曾获得多个称号。1990年11月16日，桂洲镇获得“全国最佳乡镇”和“全国乡镇之星”称号，而1999年11月29日容奇镇和均安、大良三镇获得首批“中国曲艺之乡”称号。在2008年11月和2009年4月，容桂分别被授予中国国内首个“中国品牌名镇”和首个“中国盆景名镇”称号。

## 经济
容桂经济早期以劳动密集型的蚕丝工业为主，1874年，顺德第一家机器缫丝厂出现，一直到1923年，顺德拥有过百家家机器缫丝厂，均占广东省八成以上，而顺德内的缫丝厂中大部分设在容桂。当地人称机器缫丝厂为“鬼絚”，而缫丝厂以女工为主，所以缫丝厂女工常被称为“鬼絚女”。后来人造丝的出现导致蚕丝价格下跌，1934年顺德只剩下24家丝厂。随着位于大良南霞村的顺德糖厂的投产，农民转向种甘蔗为主。抗日战争期间容桂沦陷，经济一蹶不振，直至中华人民共和国成立后，困境才开始缓解。
1950年1月10日，中国人民银行容奇办事处成立。1978年8月，全国最早开办的“三来一补”企业之一的容奇大进制衣厂建成投产，制衣厂的技术、设备、原料、产品销售由香港旭日集团董事长杨钊负责，而制衣厂则负责工人和厂房。制衣厂主要生产牛仔裤。1982年到1987年间，顺德“三来一补”企业从十几家增加到五百多家，就容奇镇而言有28家。1991年，制衣厂还把大量的牛仔服装生产环节，外包给均安的一些家庭作坊，形成如今均安“牛仔服之乡”。90年代中期，制衣厂因急于发展导致最终没落。
1979年1月，桂洲柴油机配件厂（桂洲第一风扇厂前身）试制出第一台吊式电风扇，1982年8月，吊式风扇取得UL美华认证有限公司标准注册认可，成为中国率先进入美国市场的国产电风扇产品。1983年10月，容奇镇容声家用电器厂试制成功国内第一台双门电冰箱。1983年，国营企业实行第一步利改税，容里丝厂试行劳动合同制。1985年10月，容奇和桂洲被省政府批准成为珠三角工业卫星镇。1988年1月，容奇新港建成启用，为广东省第三大内河港。1990年10月，容声牌电冰箱获全国首家家用电器产品IEC国际认证。1996年7月23日科龙公司在香港上市发行H股，成为国内第一家在海外发行股票的乡镇企业。但2000年开始出现亏损，最后因科龙德勤财务造假案，濒临破产，2006年被海信空调有限公司收购，成立了海信科龙电器股份有限公司，拥有海信、科龙、容声三个品牌。
目前，容桂的五大支柱产业是家電、电子、医药、化工和机械模具。2009年，容桂生产总值达到331亿元，约占顺德区的20%，全年实现工业总产值1162亿元，约占顺德区的27%、佛山市的9%，五大产业占工业总产值的八成以上。总税收达到37.65亿元，城乡居民年末储蓄余额214.8亿元。
除了工业，容桂的个体经营户也较发达。2008年，容桂共有10309个个体经营户，占全区16.5%，为全区最高。

## 文化

### 传统

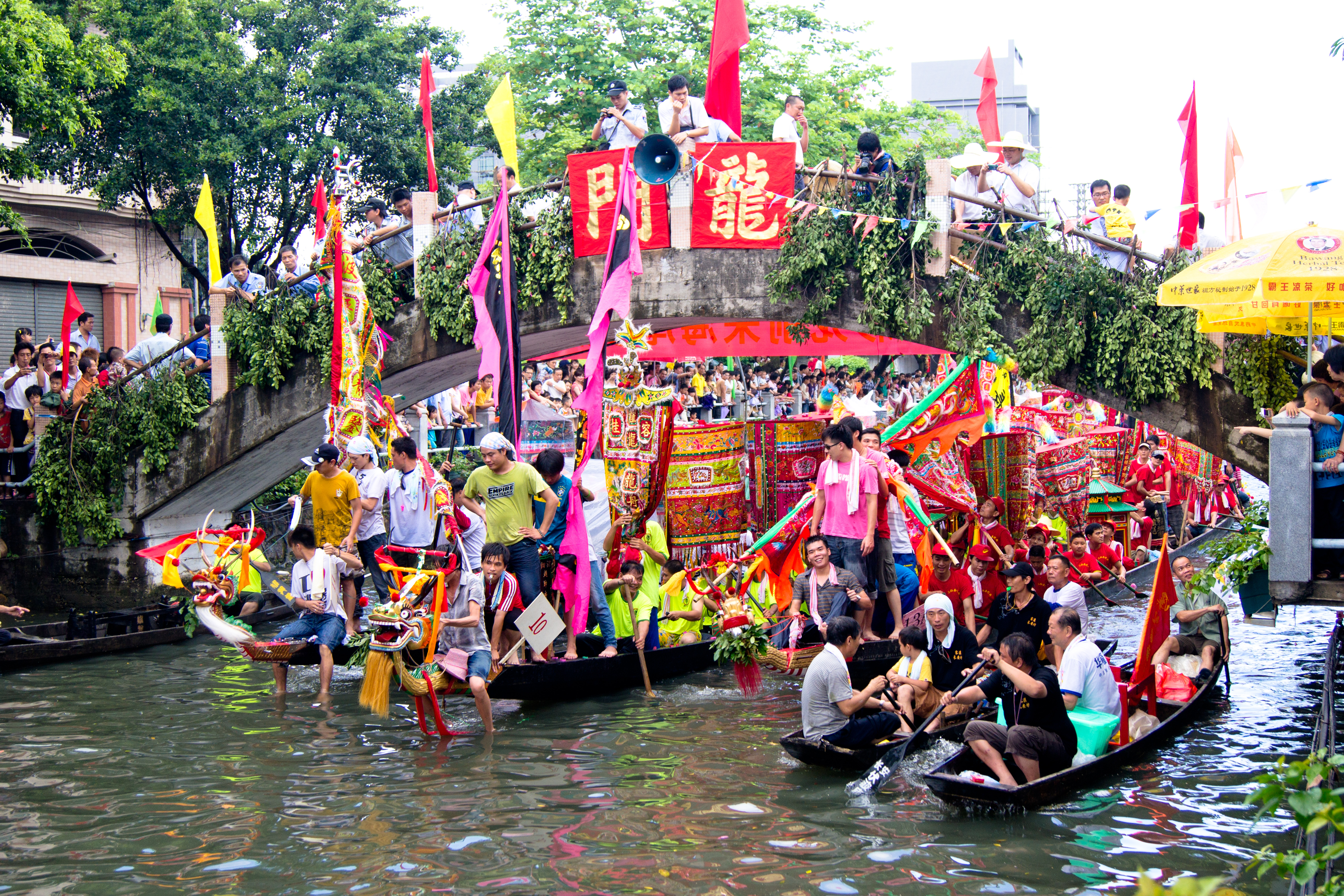
容桂海尾龙舟巡游

每年农历五月初五端午节，容桂都会举办龙舟巡游，龙舟来自不同坊社，上面载有罗伞、高标、彩旗和一座供奉着该坊社或庙神像的小神楼（也叫行宫），相互比排场、比威风、斗艳丽。参与划龙舟的人傍晚也会在坊社吃龙舟饭。

### 艺术

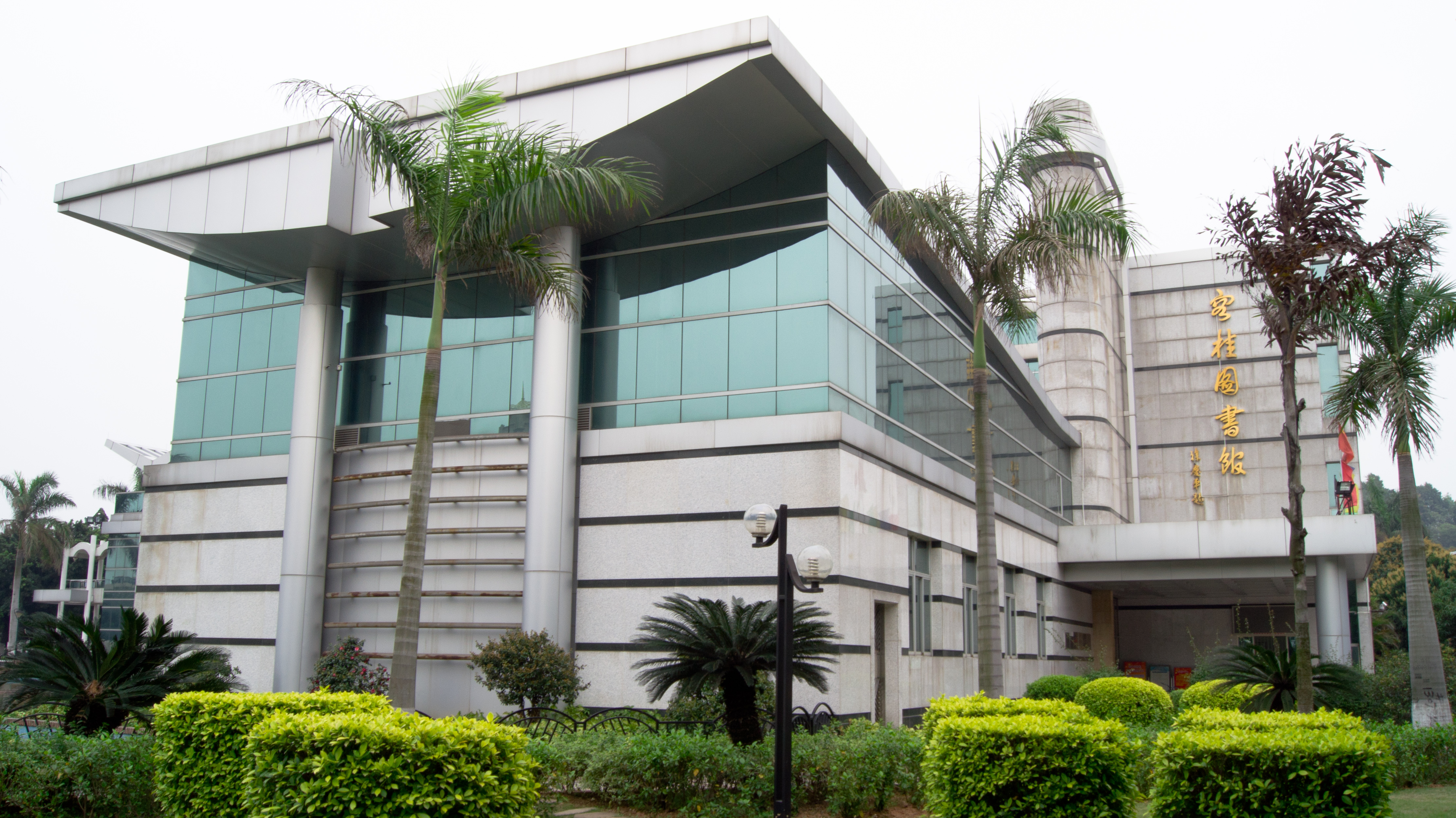
2002年1月投入使用的容桂图书馆

容桂有“文化之乡”的美誉，其现代文化艺术以水乡画、曲艺、摄影和盆景为主，分别设有容桂画会、曲艺协会、摄影协会和盆景协会。除此之外，还设有音乐协会、鉴藏协会、少儿摄影学会、舞蹈协会、文学会、国际标准舞协会、诗社、书法研究会、楹联学会、集邮协会、文史组、奇石协会和灯谜研究会。
1967年容奇青年业余美术组成立，到1987年发展成为容奇画会，2000年更名为容桂画会。容桂画会的作品以水乡风情画为主，即用国画形式表现当地的岭南水乡风情，曾在中国大陆和港台地区举办画展。1995年文化部授予容桂“书画艺术之乡”称号。

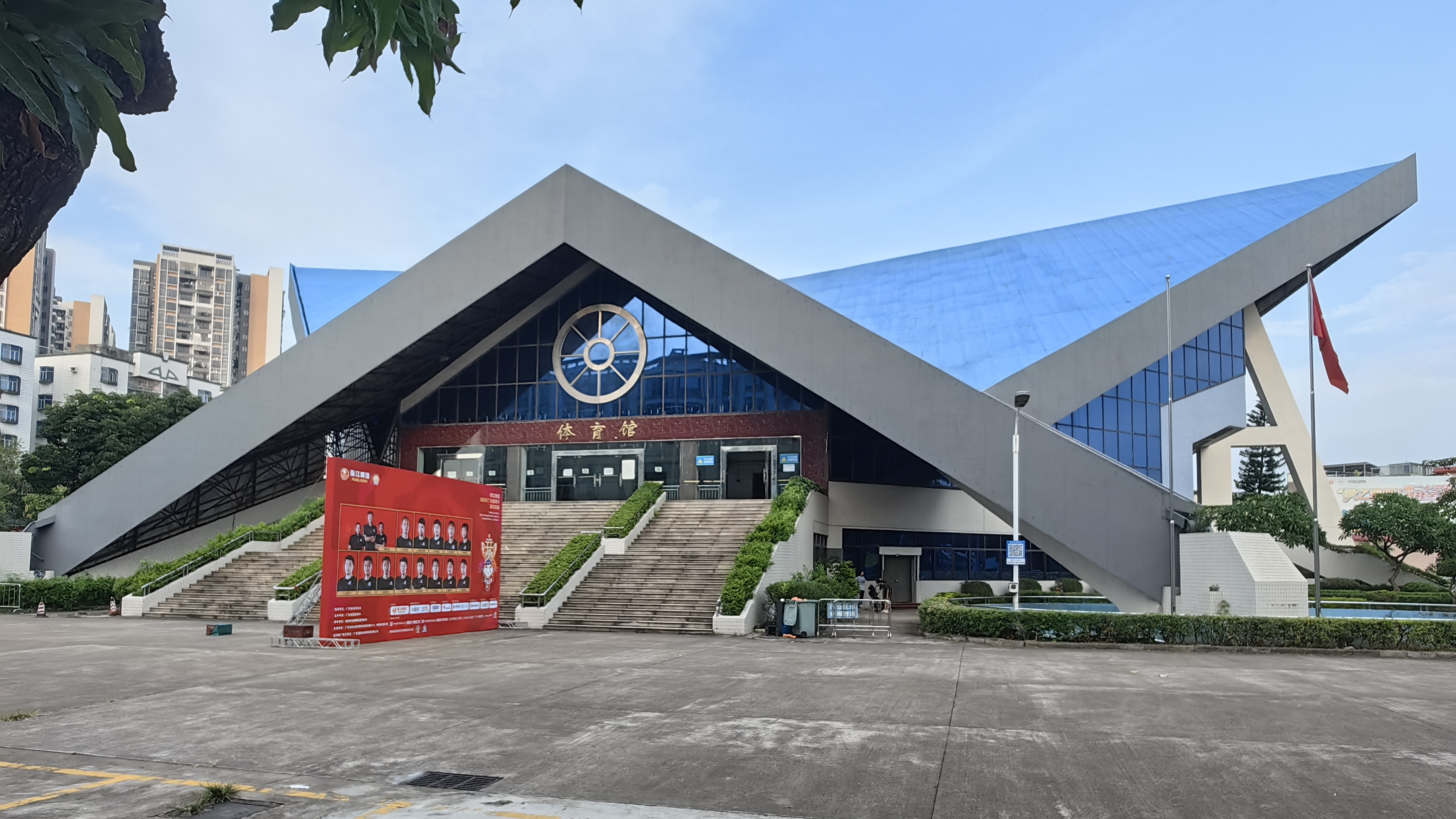
容桂体育中心

容桂曲艺协会由1997年成立的容奇曲艺协会和1991年成立的桂洲曲艺社合并而成，在几乎每个村（居）委会设有乐社、曲艺团、少儿民乐班和曲艺培训班。1999年，中国曲艺家协会授予容桂“中国曲艺之乡”称号；2004年，广东省文化厅授予容桂“广东省民族民间艺术（粤曲）之乡”称号；2007年，广东省曲协家协会在容桂建立“广东省曲艺（器乐）传承基地”；2009年，广东省曲艺家协会在容桂设立省曲艺（器乐）水平考级点。
容桂摄影协会由1989年成立的容奇摄影学会和1986年成立的桂洲摄影学会合并而成，曾在国内外举办展览和出版了《桂洲摄影作品集》《容奇影集》等作品。容桂分别在2000年和2003年获得“广东省摄影艺术之乡”和“广东省少儿摄影之乡”称号。
容桂盆景协会由容奇盆景花卉艺术研究会（成立于1987年）和桂洲盆景协会（成立于1977年）合并而成，2009年4月28日，中国风景园林学会花卉盆景赏石分会授予容桂中国国内首个“中国盆景名镇”称号。据容桂盆景协会统计，容桂常住人口中，2.5%的容桂人（约5000人）从事种植盆景行业。

## 政治

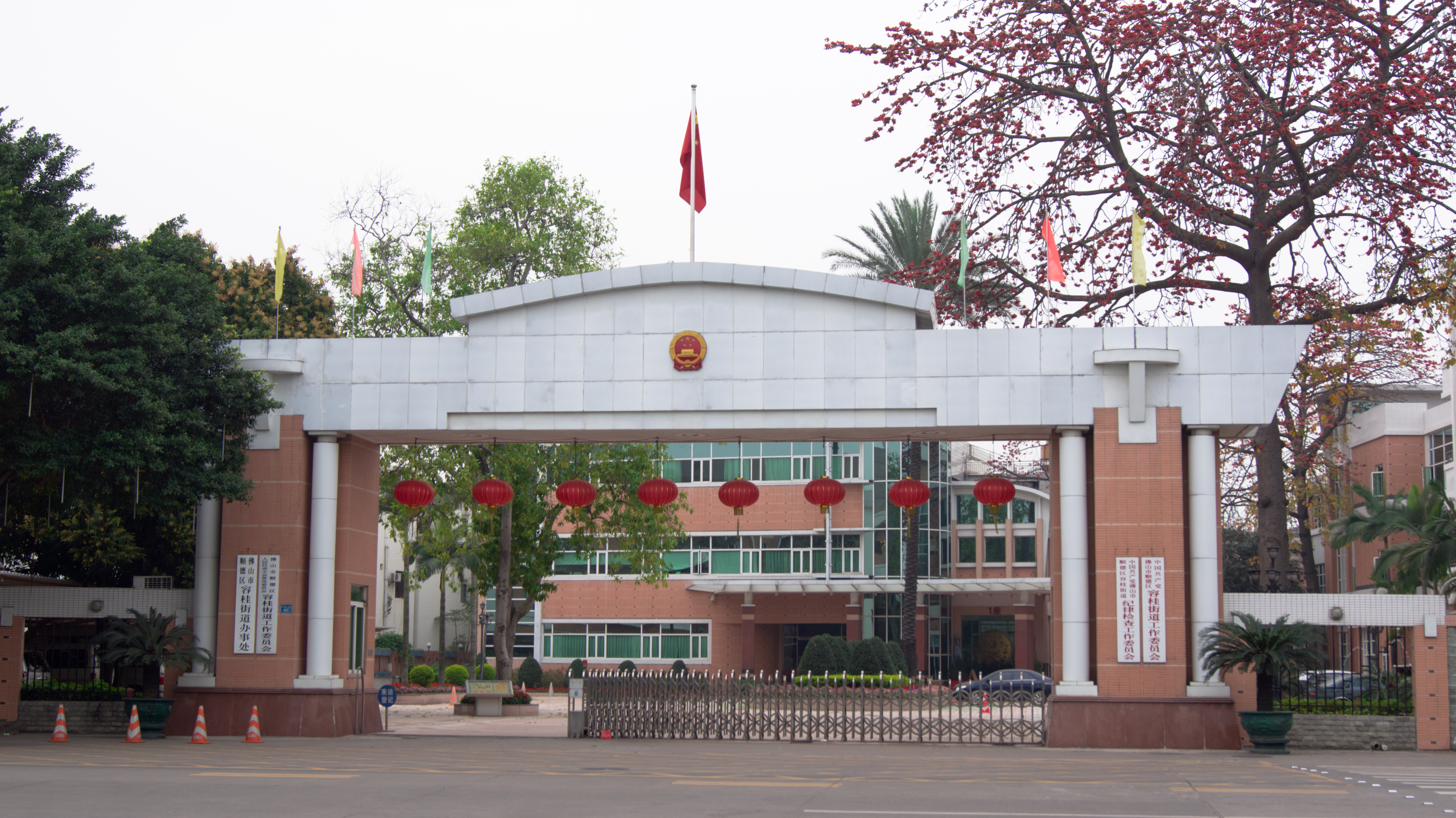
容桂街道办事处

2009年9月，顺德区大部制改革后不久，容桂街道成为“简政强镇”改革试点，并于2009年11月9日率先部署改革，原来的28个部门和单位被整合为11个机构和2个分局。2010年8月1日，顺德区内其余9个镇和街道均开始实施“简政强镇”改革。
历任党工委书记及其任期：
- 邓伟根，2000年2月－2003年1月
- 王干林，2003年3月－2004年3月
- 张开机，2004年3月－2006年3月
- 苏伟波，2006年3月－2008年2月
- 列海坚，2008年2月－2011年6月
- 赖雪晖，2011年6月－

目前，容桂辖下有23个居委会和3个村委会。
| # | 居委会       | 面积     | 常住人口 | 流动人口 |
| --- | ------------ | -------- | -------- | -------- |
| 01 | 扁滘居委会   | 2.0 km2  | 2,100    | -        |
| 02 | 朝阳居委会   | 0.8 km2  | 12,000   | 4,000    |
| 03 | 大福基居委会 | 1.52 km2 | 3,100    | 4,000    |
| 04 | 德胜居委会   | 3.0 km2  | 4,000    | 8,000    |
| 05 | 东风居委会   | 0.6 km2  | 10,000   | -        |
| 06 | 高黎居委会   | 5.63 km2 | 3,500    | 10,000   |
| 07 | 桂洲居委会   | 0.7 km2  | 11,000   | 5,000    |
| 08 | 海尾居委会   | 3.0 km2  | 5,800    | 13,000   |
| 09 | 红旗居委会   | 2.8 km2  | 10,800   | 7,000    |
| 10 | 红星居委会   | 3.0 km2  | 12,000   | 9,000    |
| 11 | 华口居委会   | 5.3 km2  | 5,200    | 30,000   |
| 12 | 龙涌口村委会 | 1.8 km2  | 4,000    | 5,000    |
| 13 | 马岗村委会   | 12 km2   | 7,300    | -        |
| 14 | 南区居委会   | 1.8 km2  | 3,100    | 8,000    |
| 15 | 容边居委会   | 2.4 km2  | 2,700    | 15,000   |
| 16 | 容里居委会   | 5.3 km2  | 8,900    | 15,000   |
| 17 | 容山居委会   | 1.0 km2  | 6,800    | 8,000    |
| 18 | 容新居委会   | 1.0 km2  | 10,700   | 3,000    |
| 19 | 上佳市居委会 | 1.0 km2  | 8,000    | 7,000    |
| 20 | 四基居委会   | 2.3 km2  | 6,000    | 6,000    |
| 21 | 穗香村委会   | 2.5 km2  | 3,900    | 4,500    |
| 22 | 卫红居委会   | 0.8 km2  | 12,400   | 6,000    |
| 23 | 细窖居委会   | 4.5 km2  | 9,000    | 20,000   |
| 24 | 小黄圃居委会 | 9.0 km2  | 8,000    | 5,000    |
| 25 | 幸福居委会   | 4.62 km2 | 10,100   | 8,000    |
| 26 | 振华居委会   | 1.8 km2  | 20,600   | 6,000    |
| 来源：顺德容桂人民政府网；注：幸福居委会的面积是总面积减去其他居/村委会面积之和得出的；顺风岛、大汕岛（面积1 km2，人口约100人）计入小黄圃居委会。 |              |          |          |          |

## 景点
2000年，容奇镇和桂洲镇合并成为容桂镇，当年就评选了“容桂十景”并于翌年出版《容桂十景诗联选》。十景当中古建筑有观音堂、雨花寺、容山书院和桂洲文塔。观音堂始建于南宋，每年农历正月廿六，观音堂都会举行观音开库活动，2011年吸引了约20万容桂人参与；雨花寺始建于清初顺治年间，是一座佛教庙宇，其内设有大雄宝殿、观音殿、天王殿、斋堂和客堂等；容山书院即现在的容山中学，始建于1808年，现保留了正门牌坊和科学馆等古建筑；桂洲文塔位于文塔公园内，其聚奎阁于2008年列入第五批广东省文物保护单位。
容桂内水网分布广泛，据《顺德县志》所载，容桂境内桥梁数目居顺德各街镇之首，其中列入容桂十景的有花洲第一桥、树生桥。另外也有大凤山、狮山、长塘、花溪公园等景点。
新建成的位于桂洲大道的海骏达城和原有的桂洲文塔共同构成了容桂的一道古今交融的新景色。

## 交通

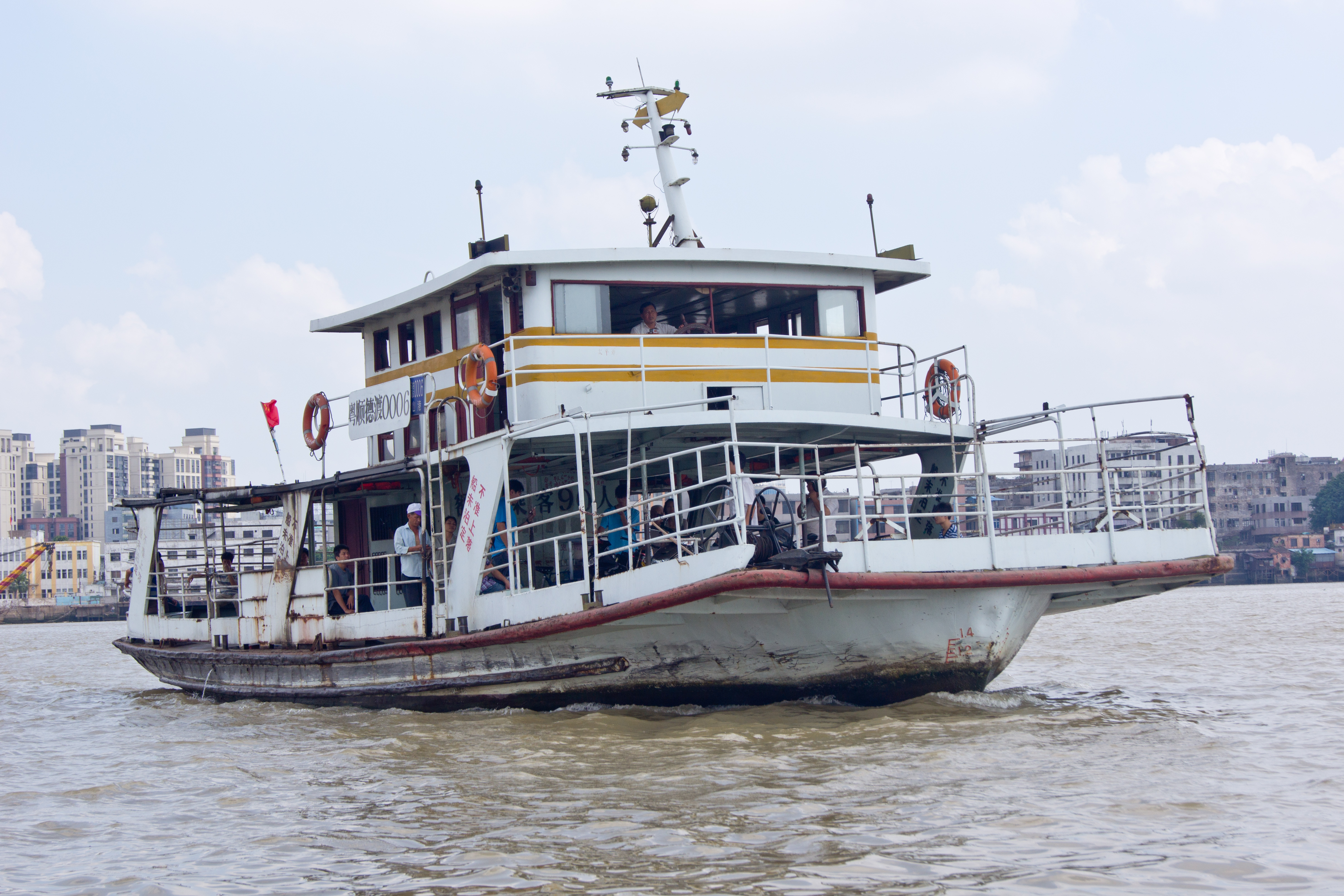
往返容桂和大良的轮渡「粤顺德渡」，2013年12月1日渡口停航

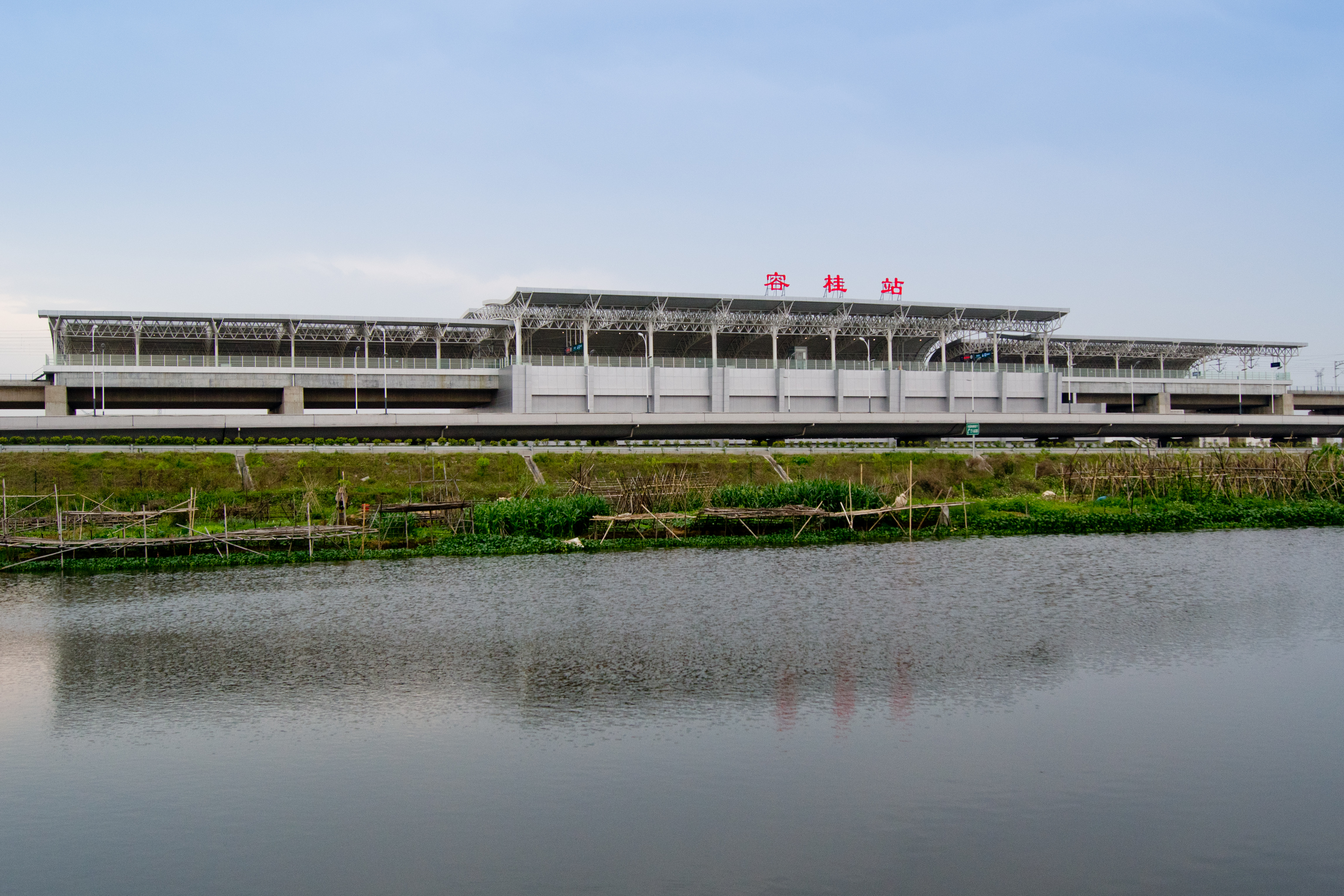
广珠城轨容桂站

目前，容桂的主要道路有105国道（广珠公路、顺德大道）、广珠西线高速公路、容桂大道、容奇大道、桂洲大道、碧桂路。2007年，道路总长达220公里。2008年4月26日，容桂新客运站落成，原来两个车站容奇车站和桂洲车站被撤消。根据2009年一项调查，容桂人出行的交通方式以自行车、步行和摩托车为主，汽车为次，而公共交通工具的使用占很小的部分。2011年，广珠城轨容桂站开通，可快速往返广州、中山、珠海等地。
在水路交通方面，于1987年通航的容奇港（原顺德货柜码头）担当客运和货运任务，客运直航航线最远可至香港；1998年起，其客运功能转移到大良街道新城区的顺德港，但货运港口仍保留运作至今。由于容桂大部分地区与周围镇区以水相隔，于是便产生了很多渡口，但是随着连接两地的桥增多，一些渡口开始停用。目前还投入使用的渡口有连接小黄圃和大汕岛的小黄圃渡口、连接容奇和马岗的马岗渡口（原容奇水运公司渡口并入），已停用的渡口有连接高黎和番禺大岗的高黎渡口、连接容桂和大良的轮渡公司沙头渡口（2013年12月1日渡口停航）、连接容桂和杏坛的龙涌渡口和穗香二角渡口。而在轨道交通方面，广珠城轨容桂站于2011年投入使用。
佛山地铁11号线有在规划中的容奇渡口站。